# Anders Danielsen Lie
Anders Danielsen Lie, född 1 januari 1979 i Oslo, är en norsk skådespelare, musiker och läkare. 
Danielsen Lie debuterade som skådespelare vid elva års ålder när han spelade huvudrollen i Herman (1990) av Erik Gustavson. Han är mest känd för att ha spelat huvudrollerna i de prisbelönta filmerna Repris (2006) och Oslo, 31 augusti (2011) regisserade av den dansk-norske regissören Joachim Trier.
Den 11 april 2011 släppte han musikalbumet This is autism, med musik som är skriven, framförd och producerad av honom själv och som är löst baserad på inspelningar från hans barndom. 
I filmen 22 July spelar han Anders Behring Breivik.
Lie är son till Amanda-prisen-belönade skådespelaren Tone Danielsen. Han är gift med den norska modellen Iselin Steiro som han har en dotter med.

## Filmografi i urval
- 1990 – Herman
- 2006 – Reprise
- 2011 – Oslo, 31 augusti
- 2014 – Alice Resa
- 2015 – This Summer Feeling
- 2016 – Personal Shopper
- 2016 – Approaching the Unknown
- 2016 – Nobel
- 2018 – The Night Eats The World
- 2018 – 22 July
- 2021 – Bergman Island
- 2024 – Mothers' Instinct
- 2024 – Sommarboken